# Stary Dzierzkówek
Stary Dzierzkówek (prononciation : [ˈstarɨ d͡ʑɛʂˈkuvɛk]) est un village polonais de la gmina de Skaryszew dans le powiat de Radom de la voïvodie de Mazovie dans le centre-est de la Pologne.
Il se situe à environ 6 kilomètres au sud-est de Skaryszew (siège de la gmina), 18 kilomètres au sud-est de Radom (siège de le powiat) et à 108 kilomètres au sud de Varsovie (capitale de la Pologne).

## Histoire
De 1975 à 1998, le village appartenait administrativement à la voïvodie de Radom.